# Felipe Vicencio Álvarez
Felipe de Jesús Vicencio Álvarez (Ciudad de México, Distrito Federal, 26 de diciembre de 1959 - 12 de octubre de 2012). Fue un político mexicano, miembro del Partido Acción Nacional, fue diputado federal y senador por Jalisco.
Felipe Vicencio Álvarez fue hijo de los destacados miembros del PAN Abel Vicencio Tovar y María Elena Álvarez Bernal, era Licenciando en Filosofía egresado de la Universidad del Valle de Atemajac, inició el ejercicio de su profesión desempeñándose como profesor de educación media y catedrático en el Instituto Tecnológico y de Estudios Superiores de Occidente, fue además Director Ejecutivo de la Asociación de Municipios de Jalisco.
Fue un hombre de extraordinaria inteligencia y claridad mental. Intelectual, alma de artista y humanista dueño de una integridad ética y conciencia social más allá de cánones establecidos. 
Miembros del PAN desde 1996, fue integrante del Comité Municipal de Zapopan y del Comité Estatal de Jalisco. En 1997 fue elegido diputado federal por el VI Distrito Electoral Federal de Jalisco a la LVII Legislatura hasta 2000 y a partir de ese año, senador por Jalisco a las Legislaturas LVIII y LIX, periodo que concluyó en 2006.
Miembro de la Comisión de Radio y Televisión, en 2006 fue insistente opositor a la llamada Ley Televisa, impulsada desde la cámara de diputados.
Hasta el día de su muerte fue Delegado de la SEDESOL en el Estado de Jalisco. Fue miembro activo de la Asociación Mexicana del Derecho a la Información (AMEDI) y colaborador semanal del diario La Jornada Jalisco.
- Datos: Q5858475